# Salem, Massachusetts
Salem este un oraș cu 40.407 locuitori (în 2000), situat în comitatul Essex County, statul Massachusetts din SUA. El se află pe coasta de est a SUA, la 26 km. nord de Boston.

## Istoric
Salem a fost întemeiat în anul 1626 de un grup de pescari puritani conduși de Roger Conant. În oraș se află muzeul Peabody Essex Museum, unde se poate vedea o colecție de artă importantă. Orașul a intrat în istorie prin procesele vrăjitoarelor din Salem care a avut loc în anul 1692. În proces printre principalii acuzatori a fost preotul și învățătătorul John Wise, prin el are loc amestecul bisericii anglicane din colonii, în proces. O serie de muzee din oraș dețin cu privire la acest eveniment nefast, o serie de dovezi istorice. La faima orașului a contribuit piesa de teatru, drama The Crucible (Vânătoarea de vrăjitori), scrisă de Arthur Millers.

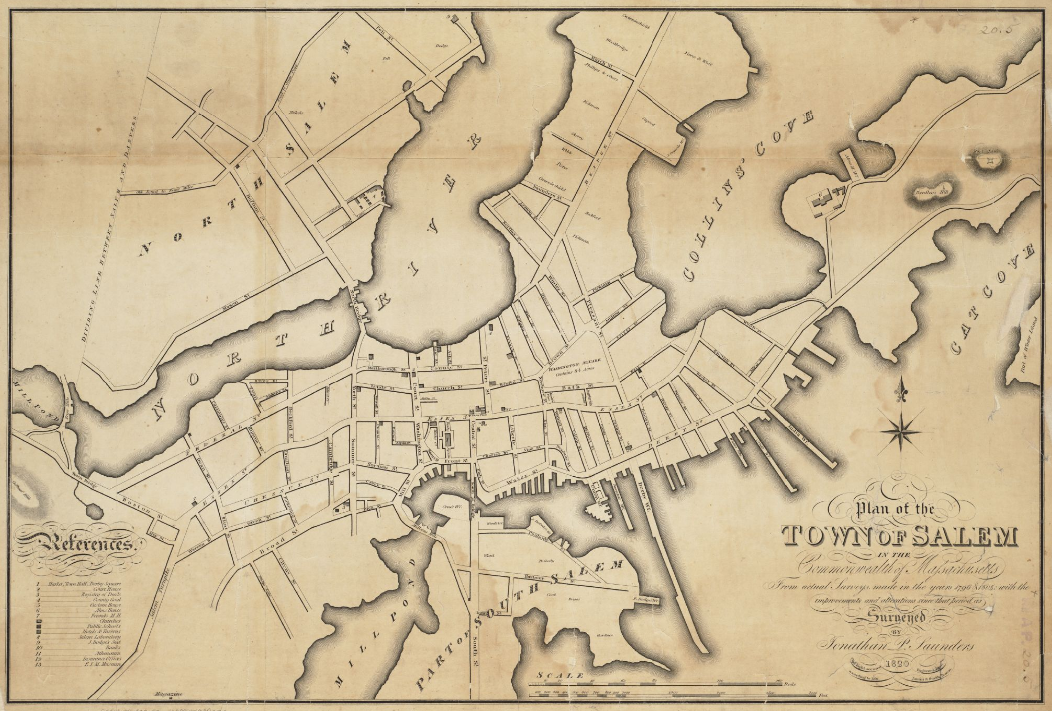
Salem - 1820

## Personalități marcante
- Nathaniel Bowditch, matematician, astronom și fizician
- George Cabot, Politiker
- Benjamin Williams Crowninshield, minstru de marină din USA
- Arthur Foote, compozitor
- Benjamin Goodhue, politician
- Nathaniel Hawthorne, scriitor
- Benjamin Johnson Lang, organist, pianist, dirijor și compozitor
- John Larch, actor
- Charles Grafton Page, inventator
- Timothy Pickering, al treilea ministru de externe din USA
- William Hickling Prescott, istoric
- John Rogers, sculptor
- Drew Brown, muzician.

## Turism
Datorită trecutului său istoric, și arhitecturii clădirilor vechi care s-au păstrat într-o stare bună, orașul este vizitat de turiști numeroși. Pe lângă muzeul Turnul vrăjitoarelor un punct de atracție turistică îl mai prezintă și Haunted Happenings care este vizitat mai ales în perioada sărbătoarei Halloween. Anual orașul este vizitat în medie de un milion de turiști.

## Legături extrne
- en  Hexenprozesse in Salem Arhivat în 26 octombrie 2008, la Wayback Machine.
- en  The Salem Witch Trials
- en  „Haunted Happenings Magazine“

1. ↑   https://www.salemnews.com/news/incredible-opportunity-pangallo-sworn-in-as-salems-new-mayor/article_9a558e8a-fcb5-11ed-a1a2-9740bf1e3f05.html Lipsește sau este vid: |title= (ajutor)
2. ↑  Recensământul Statelor Unite ale Americii din 2010, accesat în 9 iulie 2020